# Modern möbeldesign
Modern möbeldesign syftar på den enkla, rena och sparsmakade möbeldesignen mellan ungefär 1920–1970 under modernismen.
Under 1900-talet var designen en viktig del i vardagen och kulturen. Designen kunde också ses som ett sätt att förbättra människors livskvalité på. Det fanns ingen teoretisk och filosofisk grund eller intellektuell baktanke med objektets design och därför hade formgivningen en mycket liten påverkan på samhället och den industriella utvecklingen. Den moderna designen utvecklades av 1800-talets designreformer, bland annat William Morris vars idéer senare bidrog till den moderna rörelsen. Walter Gropius försökte integrera teori med träning genom industriell produktion under 1900-talet, vilket gav upphov till den moderna möbeldesignen. Gropius skapade senare skolan Bauhaus för att förena den kommersiella verkligheten med den sociala idealismen som rådde i samhället. Designen under 1900-talet blev mer mångsidig eftersom designprocessens komplexitet ökade. När föremålen började produceras industriellt skapades även fler yrkesmöjligheter. Den historiska mångfalden förändrades också på grund av nya konsumtionsvanor. När man studerar design är det viktigt att komma ihåg att produkterna kan bara bli förstådda utifrån periodens sociala, teknologiska, kulturella och ekonomiska sammanhang. Ett flertal gånger under 1900-talet påverkade händelser i samhället, specifikt inom västvärldens ekonomi möbeldesignen. Det som drev på designutvecklingen var tävlingen om att skapa konkurrerande produkter. Designer kunde också ha en djupare mening bakom sina verk och fungerade därför som en samhällsdebatt mellan olika åsikter.

## Bakgrund
Efter 1800-talet delades möbeldesignen i västvärlden in i två olika inriktningar, en inriktning präglades av återupplivning av äldre stilar medan den andra inriktningen influerades av de progressiva möbeldesignerna från epoken. Efter första världskriget delades möbeldesignen in i tre olika inriktningar. Den funktionalistiska möbeldesignen var progressiv och påverkades starkt av de samtida ledande arkitekterna. Den övergångsmoderna inriktningen påverkades av äldre design men samtidigt var formgivningen utformad utifrån samtiden. Den kommersiella möbeldesignen förknippades med kommersiella möbler som annonserades pampigt. Möbeldesignen under denna period influerades också starkt av erans ekonomiska och sociala trender.

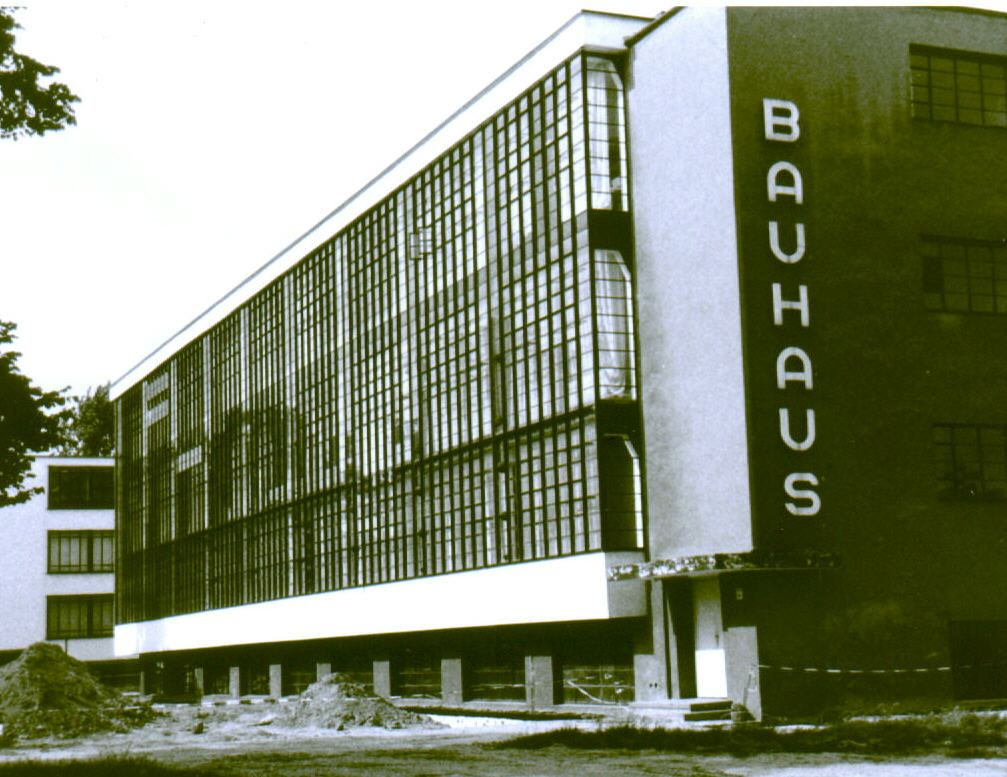
Bauhausskolan.

Den modernistiska möbeldesignen tog fart på riktigt under 1920-talet i New York. Där skapades en ny riktning för arkitektur och inredningsarkitektur av Frank Lloyd Wright i Chicago, Charles Rennie Mackintosh i Glasgow och Josef Hoffmann i Wien. Designen var sparsmakad, ren och präglades av integrerade interiörer. Walter Gropius grundade Bauhaus 1919 och mottog de nya idéerna med entusiasm vilket kom att påverka modernismen starkt. Idéerna fokuserade på ett behov av former som kunde massproduceras och behövde därför vara praktiska och välgjorda men även anpassade till den nya tekniken. Inredningen i början av modernismen runt 1920- och 1930-talet påverkades starkt av stilen art déco som var elegant och utsirad. Möblerna präglades av dyrbara träslag som valnöt och ebenholts men även elfenben, hajskinn, lack och silver. Bauhaus och art déco var två olika grenar som utgjorde den moderna stilen. Bauhaus hade ett starkt fäste i USA och Europa under 1930-talet men sedan utvecklades där en egen stil i takt med att de tekniska framstegen i samhället.
Efter andra världskriget ökade befolkningstillväxten, livslängden och medelinkomsten. Detta påverkade möbeldesignen på så sätt att möblerna blev lättare och mindre. Den modernistiska möbeldesignen kunde nu delas in i en funktionalistisk, övergångsmodern och kommersiell möbeldesign.

## Sökandet efter en ny stil

### Arts and crafts-rörelsen

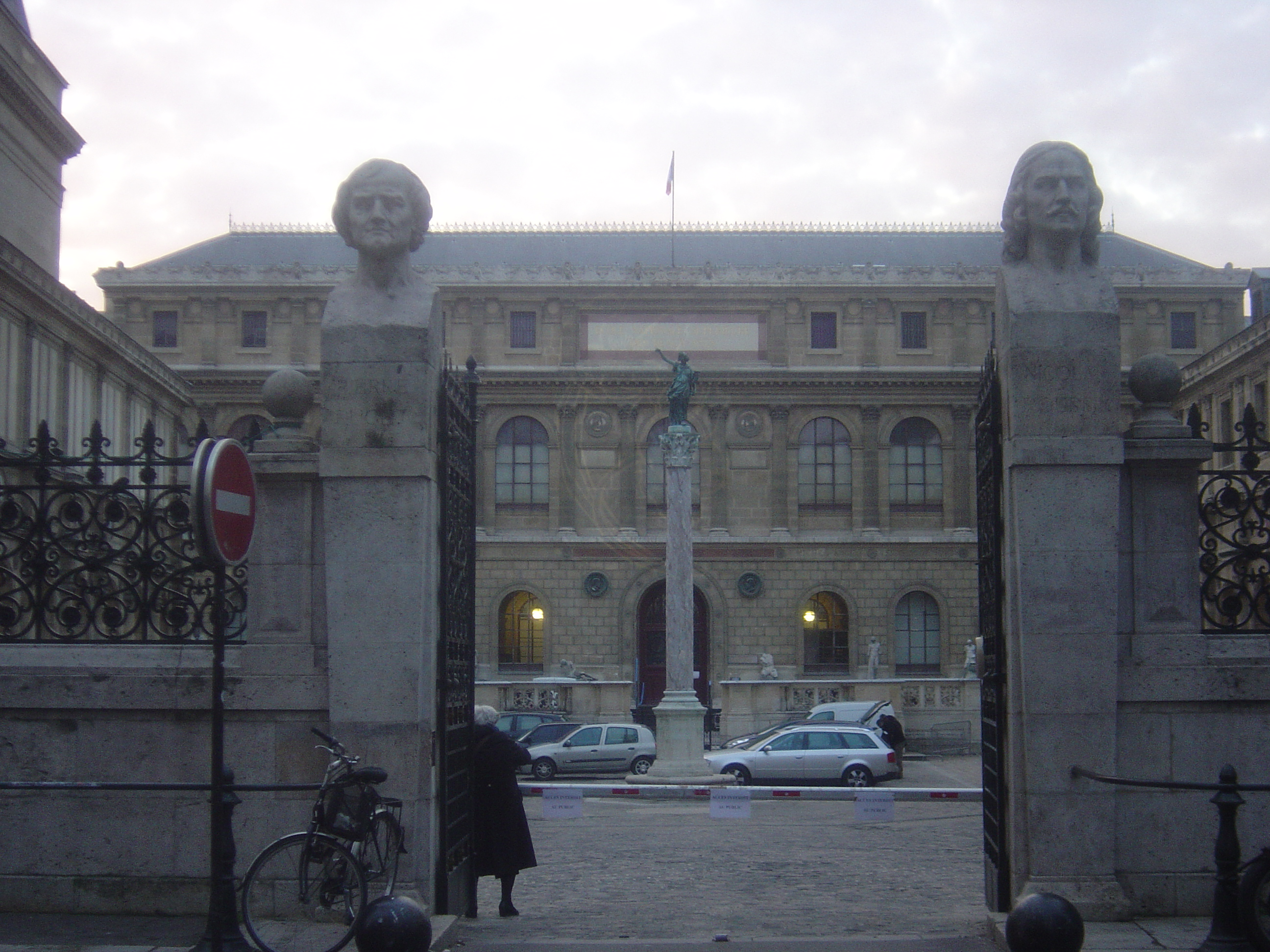
École des Beaux-Arts, Paris

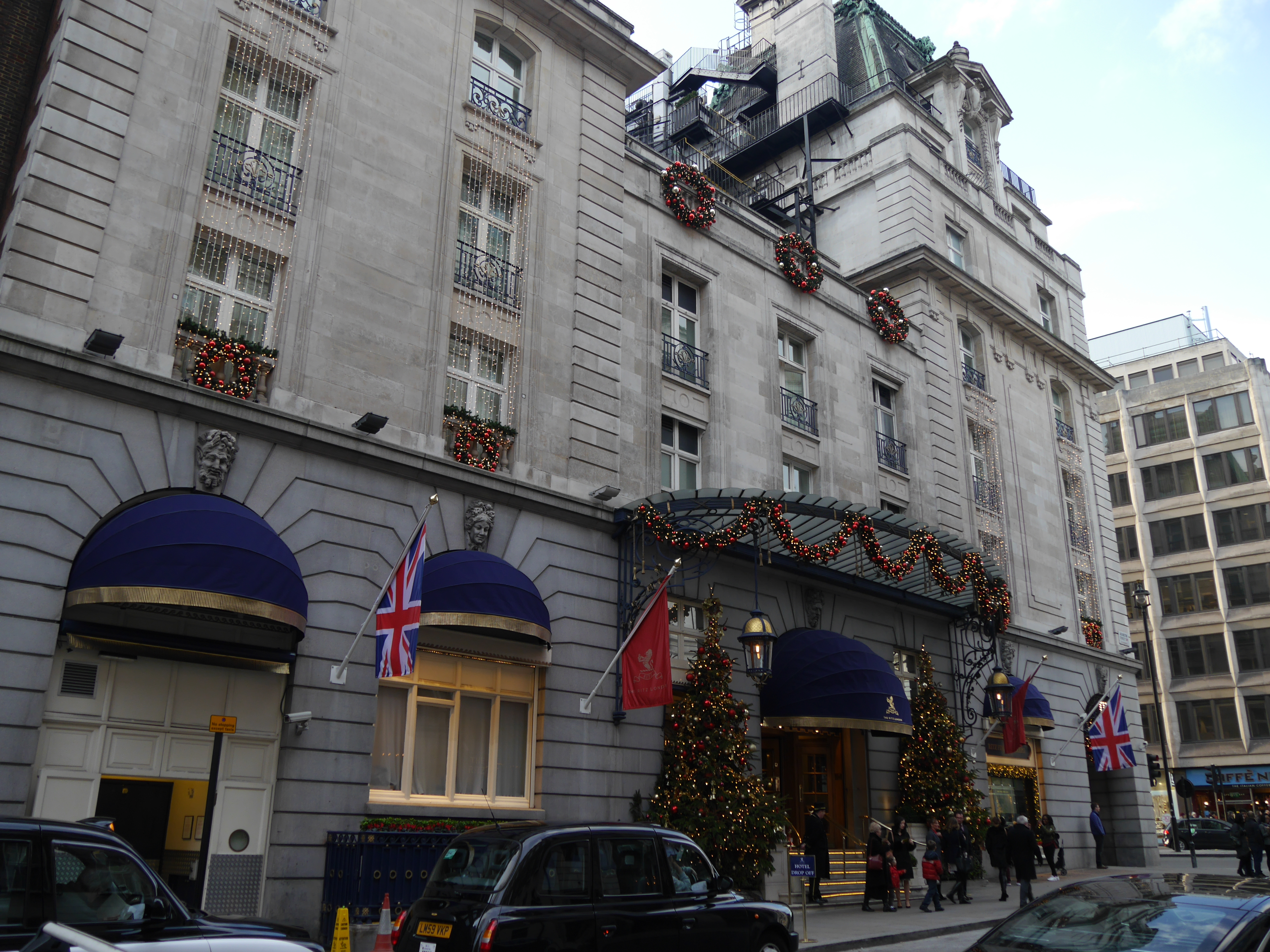
Ritz Hotel, London

Arts and Crafts-rörelsen vidgade synen om vad som konstituerade bra design. Beaux-Arts var den mest förekommande stilen under denna period. Namnet kommer från den konservativa stilen som inspirerades av fransk arkitektur under 1700- och 1800-talet och som lärdes ut på skolan École des Beaux-Arts i Paris. Stilens dekorativa interiör präglades av snideri, förgyllning, marmor och extravaganta ljusinställningar. Skolan producerade mycket framgångsrika elever som Jean Louis Garnier som skapade foajén till Parisoperan. Beaux-Arts och Parisoperan inspirerade många byggnaders interiör världen över. Stilen hade en markant påverkan i USA då många amerikaner försökte söka in till skolan redan efter första världskriget. Inom Beaux-Arts i Storbritannien hade firman Mewès and Davis stor framgång och Ritz Hotel i London är ett exempel på Beaux-Arts. I Belgien och Frankrike hade man en mer konservativ syn på möbeldesignen eftersom belgiska och franska formgivare ansåg att en designstil behövde härstamma från en historisk period vilket också påverkade möjligheterna till val av material. Inredningsarkitekt var fortfarande inte ett accepterat yrke.

### Art nouveau
Art nouveau hade arts and crafts-rörelsen att tacka för sina stildrag som böljande linjer och enkelhet inom möbeldesignen. Man tog också inspiration från postimpressionistiska och symbolistiska målningar. Formgivarna i art nouveau-rörelsen var de som för första gången gav byggnadens interiör lika mycket omtanke som exteriören för att skapa en fullt samtida integrerad miljö, vilket också var rörelsens centrala mål. Samtidigt blev formgivarna intresserade av de tekniska framstegen. De tekniska framstegen gjorde att järnkonstruktionen under den andra hälften av 1800-talet blev mycket viktigt för utvecklingen av interiör i art nouveau stil. Under den tidiga delen av stilens utveckling användes metall i den inhemska interiören vilket skapade motsättningar med Beaux-Arts arkitekter som använde traditionella material och stilar.

### Europa
I Belgien och Italien kopplades den nya stilen till socialism. Stilens upphovsman i Belgien var Victor Horta som ritade hus för intellektuella män i förorten Ixelles i Bryssel. Han fick sedan i uppdrag att rita huset till det socialistiska partiet som fick stor politisk framgång 1894. Formgivaren Paul Hankar som designade butiker enligt art nouveau i Bryssel, Victor Horta, designteoretikern och propagandisten Henry van de Velde samt skribenten till framgångsrika artiklar om modern design förknippades ofta med varandra. Hortas verk influerade inredningsdesignen och en ny stil av belgisk inredningsdesign skapades. Den nya belgiska inredningsdesignen inspirerade franska designer och utländska affärsägare som reste till Bryssel. Den franska arkitekten Hector Guimard reste till Belgien där han träffade Horta 1895. Han inspirerades av den nya stilen och designade flera tunnelbanestationer i Paris utifrån art nouveau som präglades av hans metallhantverk. Mötet med Horta gjorde att han ändrade sitt projekt av lägenhetslängor och han ändrade därför detaljerna enligt Hortas nya stil med tapeter, mattor, golv i mosaik samt asymmetriska linjer. Lägenheterna var sparsmakat inredda men samtidigt träffsäkert stilistiska. Han lade ner mest tid på lägenheternas hall med typiska stildrag och detaljer från art nouveau. Lägenheterna kritiserades men blev ändå populära på grund av de var sparsamt inredda och därför billiga. van de Velde gjorde att den nya stilen spreds till Frankrike och Tyskland. Konsthandlaren Samuel Bling bjöd senare in van de Velde att bidra med fyra inredda rum till hans nya affär och galleri som öppnade 1895. Utställningen fick mycket uppmärksamhet i media där mottagandet var blandat.
En ny stil utvecklades i Frankrike av Émile Gallé som inspirerades av organiska och traditionella former. Han ansåg att konstnärlig inspiration skulle komma från naturen. Gallé ställde också ut i Samuel Bings affär. Nu flödade den nya stilen i Frankrike men den påverkade också Tyskland genom van de Veldes verk och den brittiska arts and crafts-rörelsen. Tysken Hermann Muthesius visade mycket intresse för den brittiska designen genom sina verk och påverkades genom sitt arbete som tjänsteman på tyska ambassaden i London, vars byggnad präglades av en typisk engelsk arkitektur som var tidstypisk för 1800-talet. I Muthesius bok Das englische Haus (1904–1905) skrev han om arts and crafts-rörelsen och den brittiska funktionella inredningsdesignen. Den tyska art nouveau-stilen kallades Jugend som introducerades i München 1896. En av grundarna till stilen var formgivaren August Endell.
I Ryssland runt 1870-talet präglades inredningsdesignen av nationellt folkhantverk som liknade den europeiska symbolismen och den franska art nouveaustilen. Moskva var under denna tid centrum för stil moderne. Freder Shektel förenade de tre stilarna när han designade Ryabushinskyhuset 1900 och Derozhinkaiahuset 1901. I Spanien och Italien användes art nouveau i en nationalistisk och politisk strävan. I Spanien hette stilen art moderno och i Italien stile liberty. Amerikanska designer jobbade också mot Beaux-Arts med hopp om att skapa en ny stil. Louis Sullivan, som ledde denna rörelse, grundade en byrå med ingenjören Dankmar Adler i Chicago. De fick i uppdrag att skapa stadens största byggnad, Auditorium Building, som var den första byggnaden där elektriskt ljus användes som en designdetalj. Denna byggnad mötte mycket motstånd och Sullivan fick kritik för att han tagit inspiration från Parisoperan. Själv hävdade han att han inspirerats av orientalisk konst. Det var Adlers och Sullivans byrå som lärde Frank Lloyd Wright grunderna om arkitekturell design som senare skapade en amerikansk inhemsk och kommersiell stil. Nedgången för art nouveau inleddes i samband med The Turin Exhibition 1902.

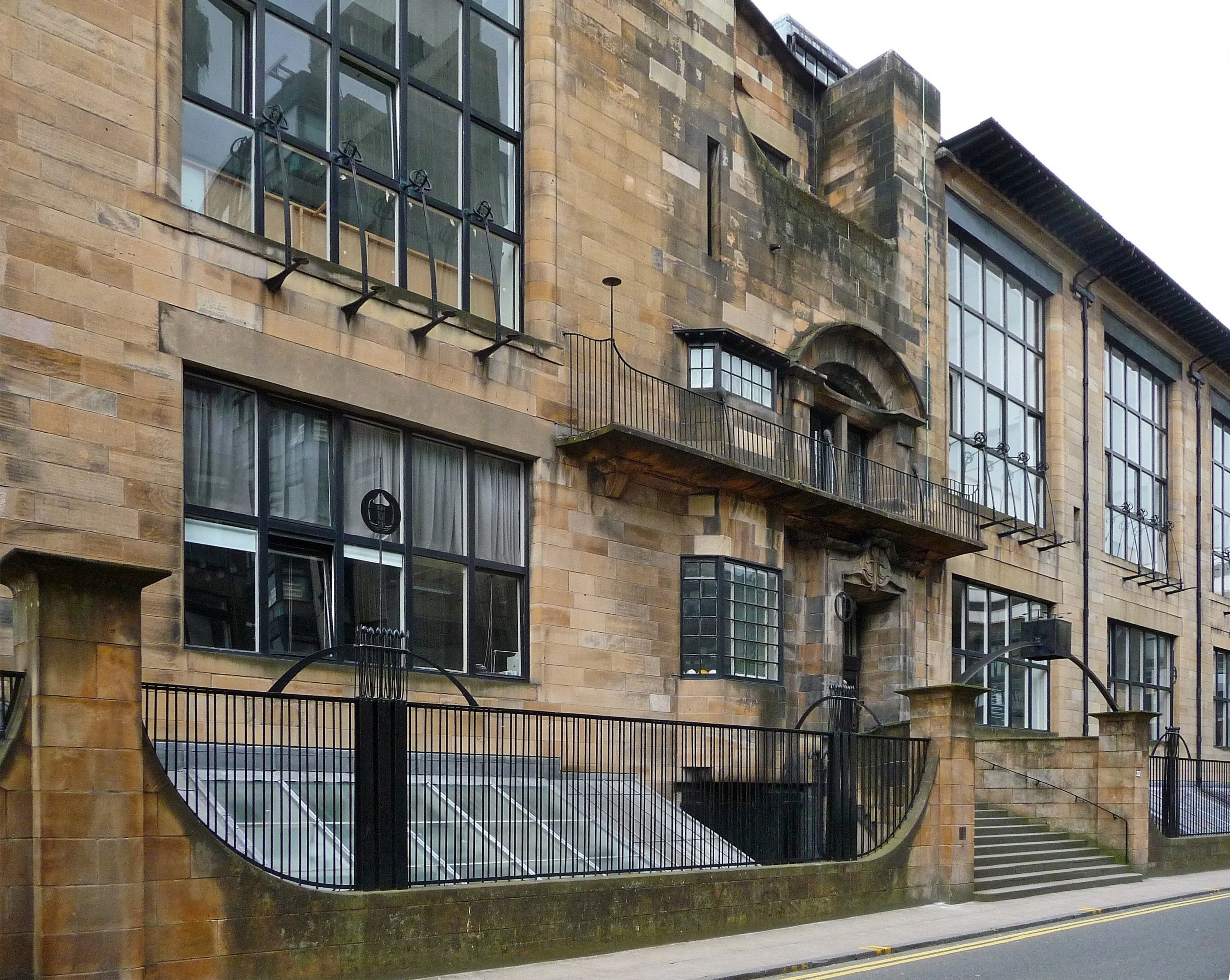
Glasgow School of Art

Möbeldesignen blev enklare och präglades av geometriska former vilket syntes tydligt i Wrights formgivning samt i Österrike och Storbritannien. Art nouveau fick aldrig någon framgång i Storbritannien och kritiserades hårt av landets ledande designer. Glasgow School of Art var också kritiska mot art nouveau men förstod samtidigt behovet av en ny stil. Charles Rennie Mackintosh bidrog mycket till den nya designstilen då han började inreda hus från insidan ut och tog del av kundernas önskemål. Mackintosh inredde biblioteket i Glasgow School of Arts efter att ha vunnit en tävling 1896 där detta uppdrag var priset. Mackintosh lämnade Glasgow 1914 eftersom intresset för hans formgivning avtagit. 1902 inredde han Hill House med hjälp av kontakt från en österrikisk formgivare. Mackintosh ignorerades helt i Storbritannien men blev allt populärare i resten av Europa. Samtidigt växte en mycket mer enklare stil i reaktion mot art nouveau fram i Österrike och Tyskland. Designer från Wiensecessionen och Wiener Werkstätte beundrade Mackintosh inredningsdesign.

### Winersecessionen

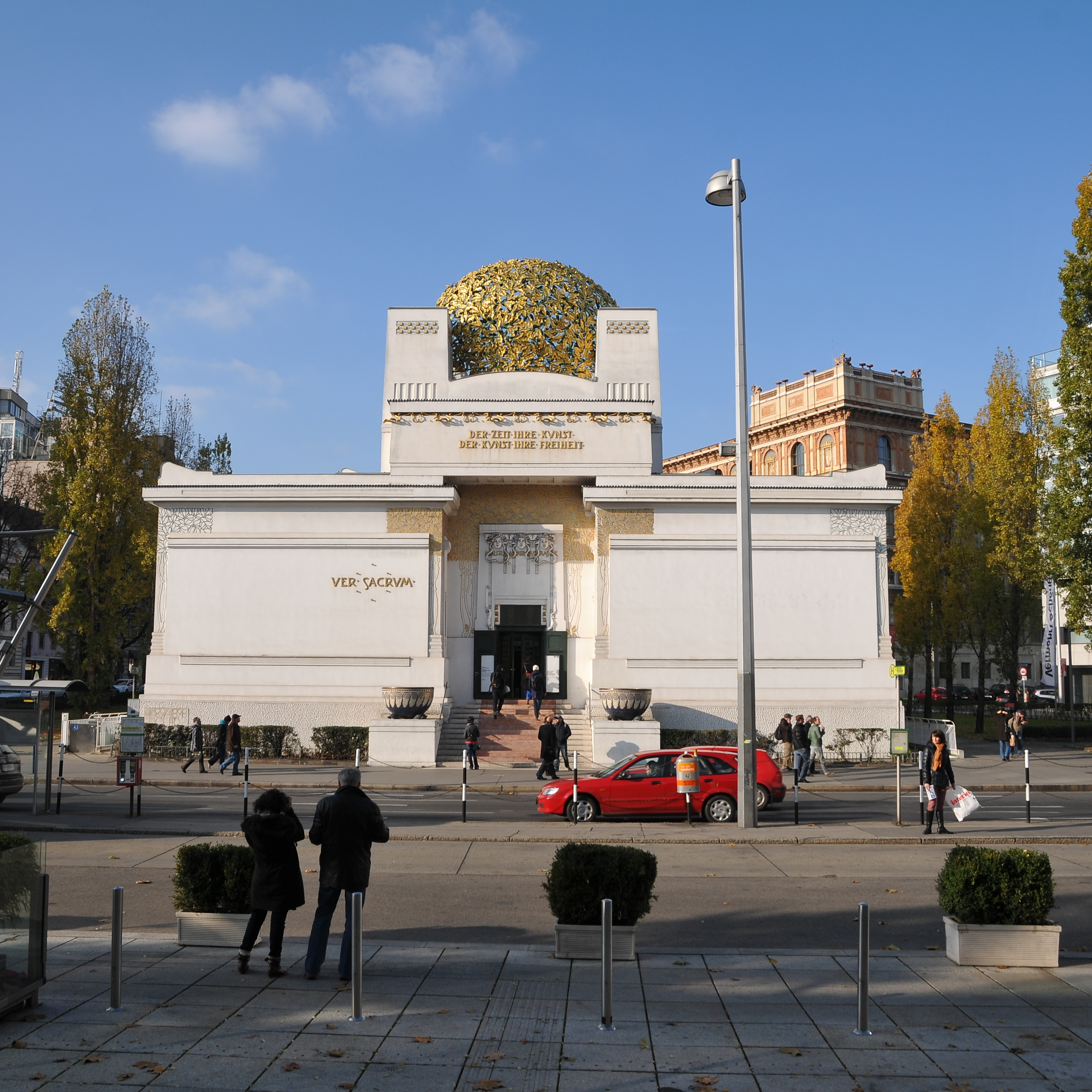
Wiener seccesionens utställningshall

Wiensecessionen var en grupp av designer från Österrike och resterande Europa som var missnöjda med skolan Akademie der bildenden Künstes dominans. Josef Hoffmann var en av grundarna. Gruppens mål var att krossa alla barriärer mellan design och konst. Gruppen ändrade statusen på design i början av 1900-talet genom att ge den en mycket mer tydlig roll på utställningar. Gruppens första utställning 1898 var en stor ekonomisk succé och de kunde bygga en helt egen utställningshall under det kommande året. Deras andra utställning visade Otto Wagners arkitekturella ritningar. Secessionens succé och den brittiska arts and crafts ideal inspirerade Hoffmann att grunda Wiener Werkstätte 1903 tillsammans med Koloman Moser. Hoffmann och Moser var emot massproduktion, precis som arts and crafts-rörelsen och satsade mycket på dyra material av hög kvalité. Detta ledde till att Wiener Werkstätte bara producerade objekt för förmögna kunder och inte vanliga människor. De lyckades däremot inte anpassa sig till 1900-talets syn på produktion. Werkstättes mest betydande beställning var Palais Stoclet i Bryssel. Palatset var mycket unikt då det visade att arkitekter inte hade bemästrat utmaningen av massproduktion än och att de var kvar i den förindustriella tiden fast samhället hade utvecklats mycket sedan dess. En österrikisk korrespondent för tidningen The Studio beskrev läget precis som det var: "Den moderna designens framtid är hos medelklassen som behöver utbildning hur man skiljer på äkta och falsk konst för att sedan kunna uppskatta konsten för dess sanna värde. Det kostar mer att producera överlägsna produkter men i det långa loppet så är bra kvalité billigare". Designer inom den moderna rörelsen behövde ta sig an uppgiften om massproduktionen av möbler under nästa utvecklingsfas.

## Den moderna rörelsen
Den moderna rörelsen tog inspiration från den nya maskinestetiken och tog bort onödiga ornament från möblernas design. Man började även att massproducera tillverkningen av konsumtionsvaror. Rörelsens teoretiker inspirerades mycket av rationaliseringen och standardiseringens koncept. Ny teknik och öppna ytor skapade en mer funktionell miljö. Rörelsens första designer ville förändra samhället för att kunna skapa en design tillgänglig för alla.

### Europa
Adolf Loos var en av de första arkitekterna som tog bort onödiga ornament från inredningsdesignen på grund av hans tid i USA mellan 1893 och 1896. Tiden i USA skapade en motvilja hos Loos mot art nouveau och Werkstättes mycket extravaganta överdrifter. Med inspiration från Frank Loyd Wright, Louis Sullivan, arts and crafts-rörelsen och på grund av att han missade art nouveau storhetstid i Europa så tog han ett starkt avstånd från ornament i helhet. Loos lyckades att utmana art nouveau tanke om att möbeldesignen behövde vara väldigt utsmyckad. Han inspirerade många andra arkitekter som sedan skapade den moderna rörelsen. Innan det andra världskriget arbetade Loos med inredning i Wien där han satsade på att skapa en bekväm inredning.

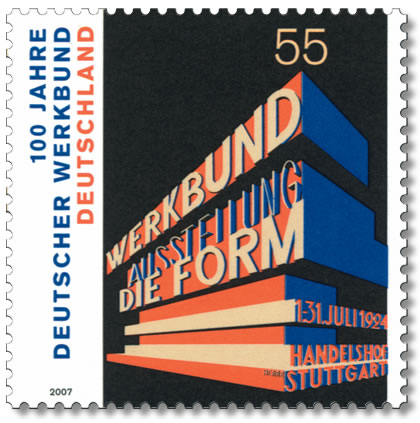
Deutsche Werkbund Affisch

Arkitekten Peter Behrens arbete gav också upphov till den moderna rörelsen. Han arbetade för AEG och kombinerade industri och konst. Behrens arbete inspirerade Deutscher Werkbund som var en organisation som grundades 1907 och arbetade för mekanisering. Deutscher Werkbund försökte höja standarden för industridesign genom en kampanj bestående av årskataloger av passande produkter och propaganda. Designerna inom Werkbund försökte även att göra inredningen mer funktionell genom en av grundarna Karl Schmidt och Werkbund designern Richard Riemerschmid. De skapade tillsammans en fabrik för massproduktion av möbler och hus. Därmed skapade Werkbund en väg för massproducerad design. Det uppstod senare en konflikt under Werkbund konferensen 1914 då Mathesius föreslog en reform där designen skulle vara standardiserad med limiterade exemplar av möbler med tanken om att en rationalisering skulle vara positiv för den tyska ekonomin. van De Velde höll inte med Mathesius och hävdade att kreativiteten skulle påverkas negativt, majoriteten av medlemmarna höll med van De Velde.
Walter Gropius kämpade också för en fri individuell kreativitet och artistisk integritet inom den moderna formgivningens ramar. Groupis inspirerades mycket av Behrens som han hade jobbat för vilket kunde ses i ett av hans projekt där han formgav en skoläst fabriks interiör, som präglades av enkelhet och var en typisk prototyp för den moderna rörelsen. van De Velde uppmärksammade Groupis och gjorde honom till rektor för Weimar Kunstgewerbeschule som senare blev Bauhaus skolan 1919 efter första världskriget. Skolans mål var att lära ut arts and crafts samtidigt som man förenade konst med industri. Man lyckades aldrig förena konst och industri men däremot var skolan en viktig mötesplats för den moderna rörelsens stilutveckling. Skolan och den moderna rörelsen präglades under en relativt kort tid av expressionism men ersattes sedan av modernismen och en mer funktionell stil. Den holländska gruppen De Stijl som grundades 1917 hade också en påverkan på den moderna rörelsen genom sitt användande av primärfärger, geometriska former och horisontella samt vertikala plan för att skapa en visuell enhet för interiör och exteriör.

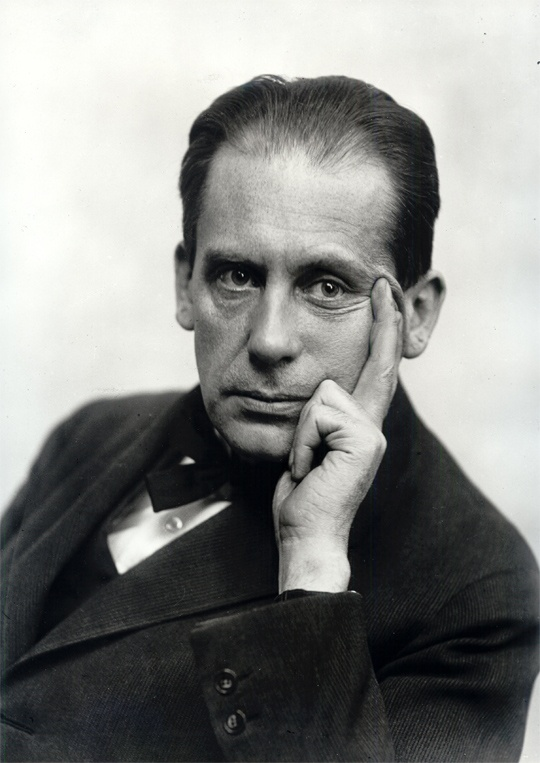
Walter Gropius

De Stjls designteorier nådde Bauhaus när Theo Van Doesburg kom till Weimarrepubliken och höll en kurs för eleverna på skolan som konkurrerade med den etablerade hantverks baserade läroplanen. Bauhaus stilen påverkades av konstruktivismen som startade efter Oktoberrevolutionen i Ryssland 1917. Ryska designer mötte proletärens behov av materialbaserad design. Designer i Ryssland började se deras roll som ytlig och började därför att arbeta inom revolutionen och blev mer involverade i konstskolorna. De radikala influenserna från Ryssland påverkade Bauhaus stilen i början av 1920-talet och Groupis anställde nya lärare, bland annat den abstrakta konstnären Vasilij Kandinskij. Kandinskij ansvarade för skolans grundkurs. Förändringen från hantverk till modern design kunde ses för första gången på Bauhaus skolans utställning 1923. Utställningen var planerad att vara samtidigt som Werkbundets årliga konferens och utställningen blev en stor succé. Skolans nya stil fokuserade på enkelhet och möblerna fick en mer praktisk funktion. Skolans utställning blev ett exempel på ledande föredöme för den nya funktionella designen. Skolan flyttade sedan till Dessau vilket gjorde att den experimentella designen mognade på skolan. Eleverna på skolan blev även ansvariga för den nya skolbyggnadens interiör. Den nya skolbyggnaden var den första stora offentliga byggnaden inom den moderna rörelsen. The Chairs är ikoniska exempel från Bauhaus och den moderna rörelsen. 
Designerna inspirerades även av tåg och skepps effektiva inredning för trånga utrymmen, men även Charlottes Fredricks bok The New Housekeeping publicerad 1913 som handlade om hur man maximerade trånga utrymmen och att köket bara skulle vara till för matlagning. Mies design representerande däremot den lyxiga delen av inredningsmarknaden med stort fokus på dyra material. Han designade den Tyska paviljongen på utställningen i Barcelona 1929 där han experimenterade fritt med dyra material som mässing och marmor, strukturen bestod av korsande och platta väggar för att uppnå fri cirkulation. The Barcelona Chair som Mies designade i läder och krom är en modern designklassiker och tillverkas fortfarande.

Walter Groupis avgick som rektor på skolan 1928 och Hannes Meyer tog över. Meyer var en radikal arkitekt som ansåg att Bauhaus behövde mer kontakt med omvärlden och han skapade även en bredare kontakt med industrin. Meyer tvingades att avgå 1930 då hans sympati för kommunisterna hade gjort honom impopulär och den tyska konservativa arkitekten Ludwig Mies van der Rohe tog över. Mies konservativa syn på design krockade med eleverna som trodde på massproduktion och nya möjligheter för modern design. Tyska designer utanför skolan började att experimentera med den moderna designen och tänja på gränserna, ett sådant exempel är The Frankfurter Kitchen för Ernst May 1926, designad av Grete Schütte-Lithotsky. May började att rita mer funktionella hus med plats för mycket människor, på grund av bostadsbristen i Frankfurt. Möblerna designades för att passa de trånga utrymmena. Under 1900-talets andra kvartal påverkade även olika krafter designen, dels reaktionen mot den akademiska historicismen och det återigen väckta intresset för asiatisk konst när handeln med Japan återupprättades 1853. Designer fokuserade på föremålets totala integration mellan dekoration och form istället för ytornament. 

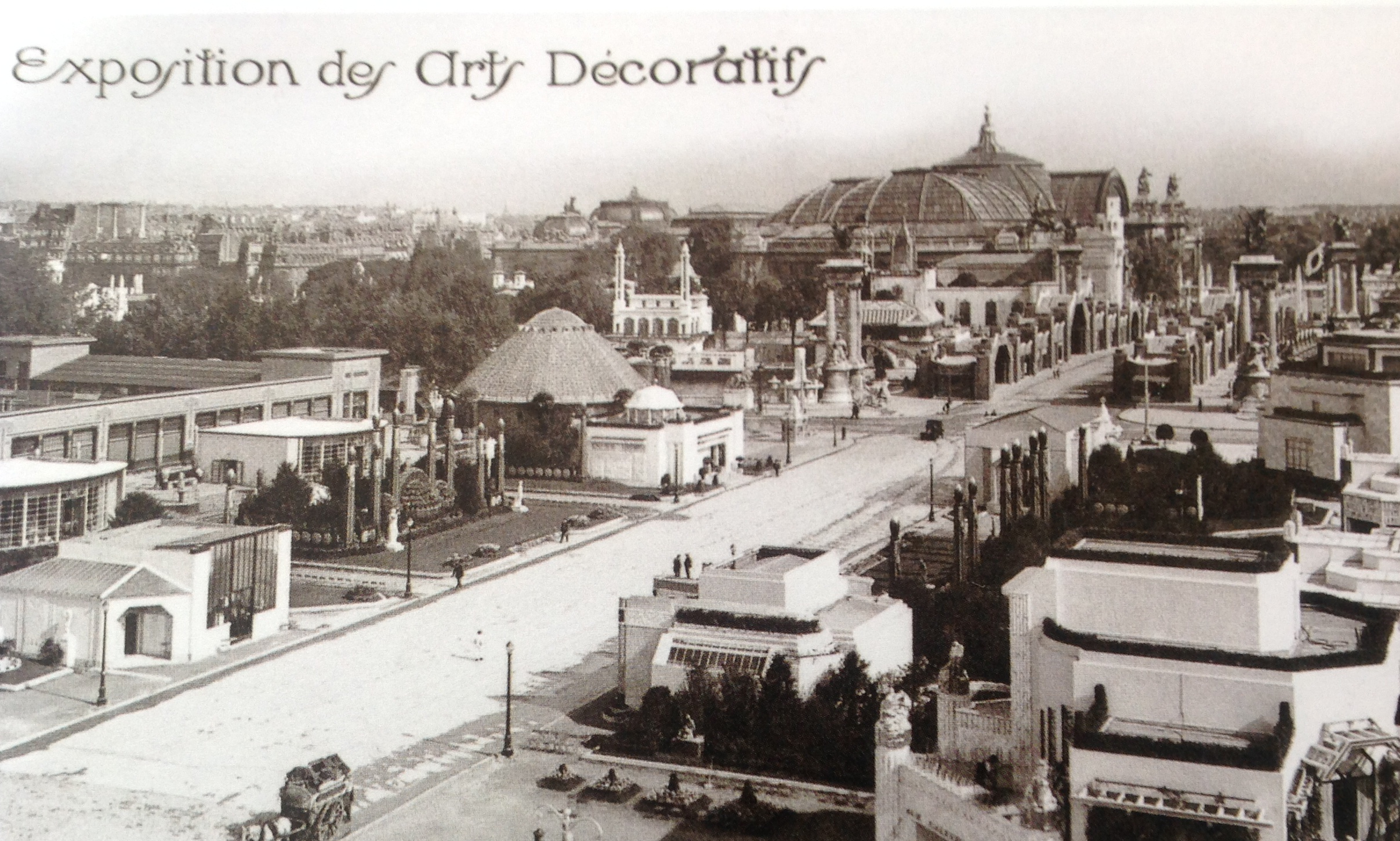
Utställningen Exposition des Art Decoratifs et Industriels Modernes

1927 höll Mies i den första internationella tillställningen inom modern design, Werkbundets bostadssystem i staden Stuttgart. Tillställningen hette Weissenhofsiedlung och denna utställning satte den moderna designrörelsen på världskartan och presenterade designer med samma vision. Den moderna rörelsen inredningsdesign präglades av konceptet om obegränsat utrymme. Le Corbusier gick tillbaka i utvecklingen när han använde maskinproduktion till hans av och på uppdrag, medan tyska designer försökte anpassa sig till efterförfrågan om en industri. Han inspirerades mycket av den universella, absoluta estetiken och framförde sina teorier inom inredningsdesign på utställningen i Paris 1925, Exposition Internationale des Arts Décoriatifs et Industriels Modernes. Han vågade också utmana utställningens dekorativa och nationalistiska anda med sina Thonet Bentwood Chairs. Le Corbusiers samarbete med Charlotte Perriand är också viktigt för den moderna rörelsen. Deras möbler var noga integrerade i dess omgivningen och skulle beundras som en skulptur. Deras samarbete presenterades på Salong d´Automne 1929. De skapade ett stort sällskapsrum med andra rum som ledde därifrån. De uppnådde den moderna effekten tillsammans med användning av glas och metall.

### USA

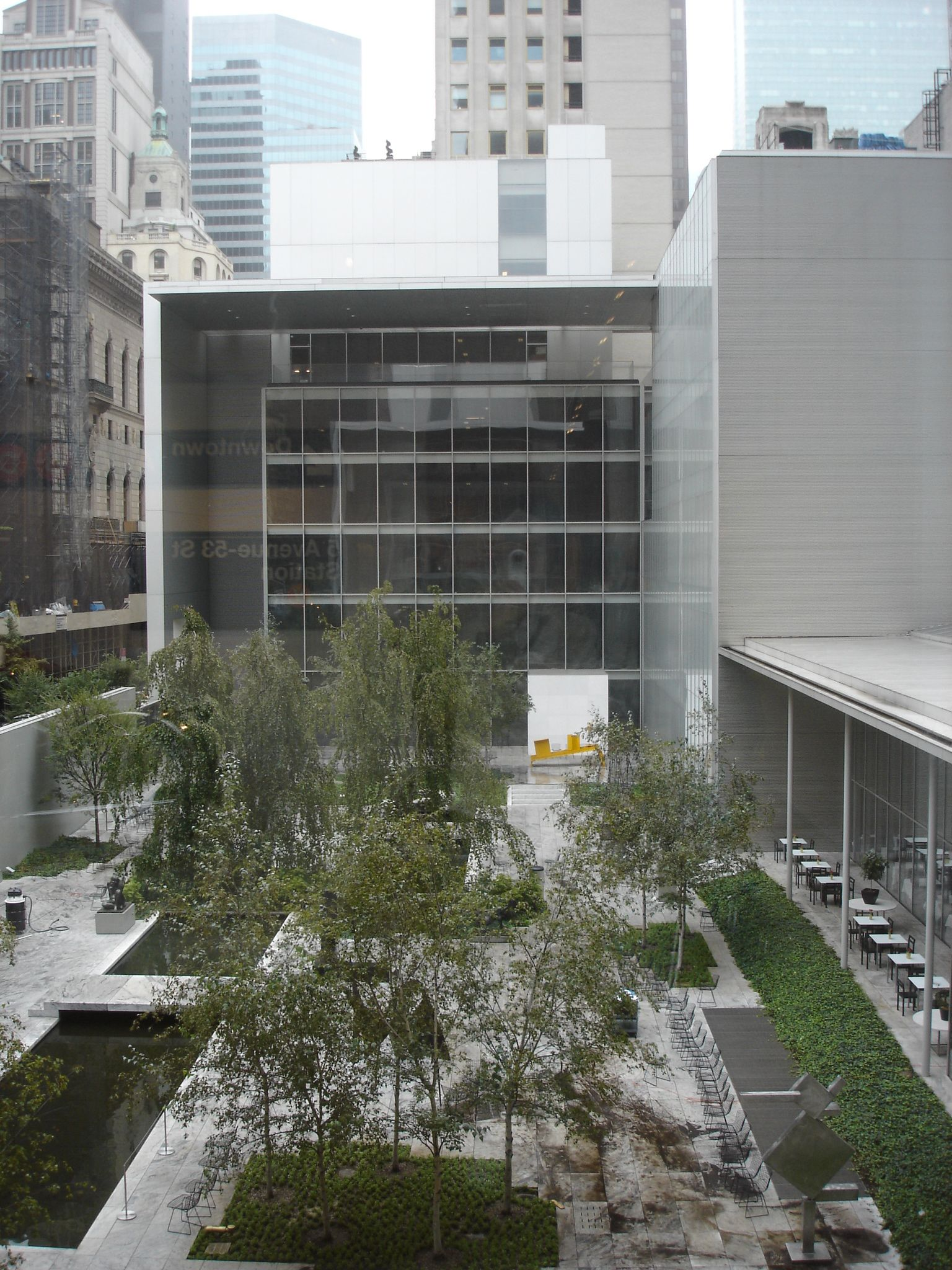
Museum of Modern Art, New York

Den moderna rörelsen fick sitt riktiga erkännande 1932 när Museum of Modern Art in New York höll en utställning med ritningar och bilder från Mies van der Rohe, Walter Groupis och Le Corbusier samt arkitekter från Sverige, Italien, USA och Ryssland. Arkitekterna Philip Johnson och Henry-Russel Hitchcock beskrev utställningens arbete för en internationell stil med rymlig utrymme utan för mycket dekorationer samt att man inte skulle måla väggarna i någon färg. Europeiska emigranter tog med den moderna rörelsen till USA 1932 och massproduktion och påverkade amerikansk inredningsdesign mycket, tidigare hade europeiska designer haft lite påverkan på Amerikansk inredningsdesign. Arkitekterna Richard Neutra och Rudolph M.Schinder bidrog till den moderna rörelsens fäste i USA. Neutra och Schindler inredde de amerikanska husen i den moderna europeiska stilen. Europa påverkade den amerikanska inredningsdesignen mycket, vilket många amerikanska designer inte kunde acceptera. Frank Loyd Wright var emot den moderna rörelsen restriktioner och började därför att utveckla sin egen stil under 30-talet, han ansåg att hans egen stil innehöll starkare amerikanska värderingar.

### Skandinavien

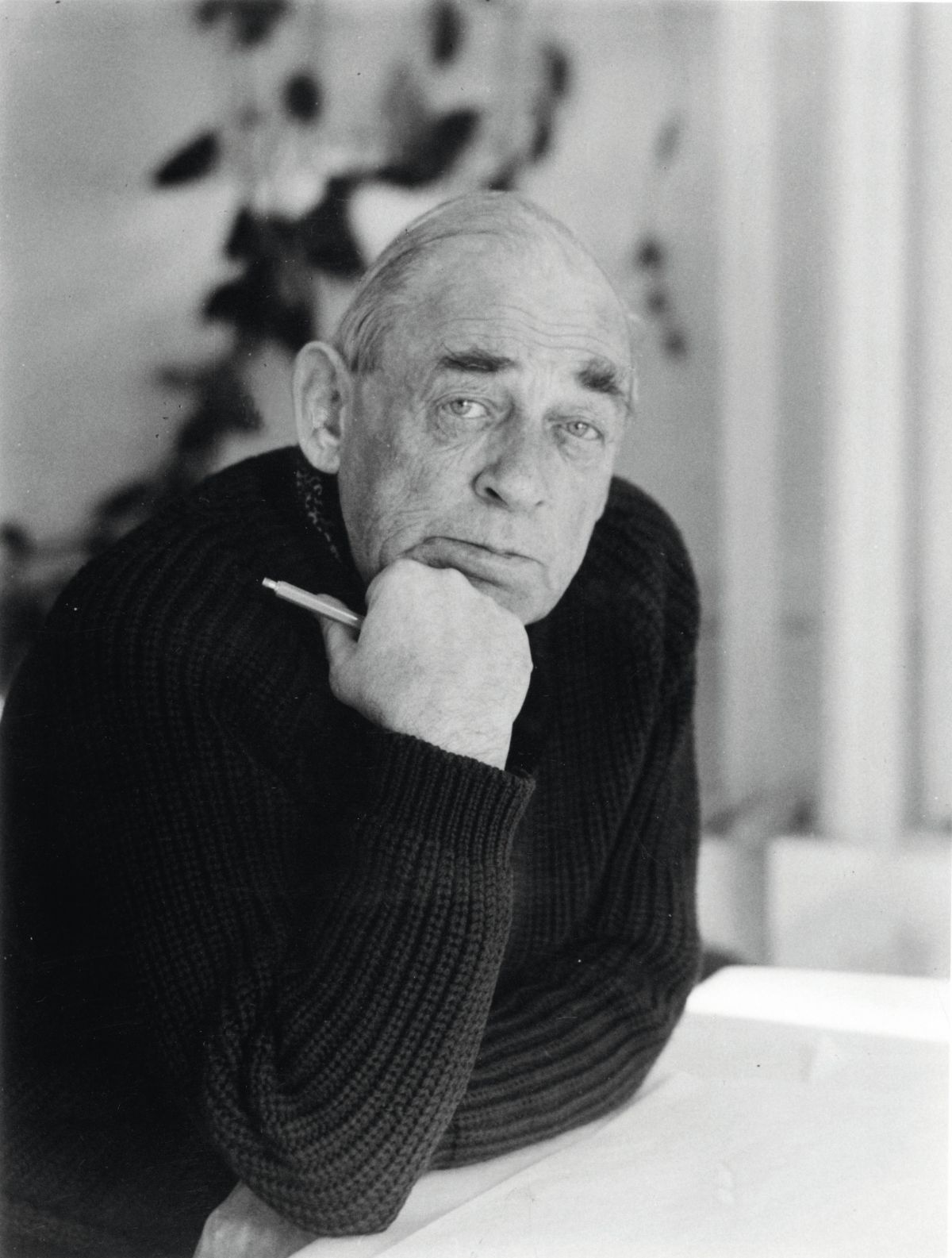
Alvar Aalto

Den moderna rörelsen nådde även Skandinavien, i form av en mindre industriell variant eftersom de skandinaviska ländernas industriella revolution hade tagit längre tid än i Tyskland, USA och England. Den moderna rörelsen kom till Skandinavien under 1930-talet där hantverket fortfarande präglade inredningsdesignen. Däremot kunde handgjorda möbler köpas av de flesta i Skandinavien till skillnad från Englands arts and crafts-rörelse. Varianter av modern inredningsdesign skapades med namnen Scandinavian Modern och Swedish Modern. Denna design var en blandning av de nya moderna idealen och gammalt skandinaviskt hantverk. Möbler av arkitekterna Magnus Stephenson, Bruno Mathsson, Børge Morgensen och Kaare Klint exporterades till USA. Den finska arkitekten Alvar Aalto är den mest kända arkitekten inom Scandinavian Modern och han använde ofta material som trä och tegel.

### Politiska förändringar
När den moderna rörelsen accepterades mer i samhället behövdes politiska förändringar att ske. Det nazi kontrollerade Weimar-rådet stängde ner Bauhaus skolan 1932. Den extrema högern i Tyskland ansåg att modern design och konst representerade en internationell judisk smitta av deras egen ursprungliga kultur. Albert Speer var Hitlers arkitekt och efterliknade designen från tidigare imperium i sin inredningsdesign. Fascisterna i Italien införde achitecctura razionale som en del av deras politik. Sambandet mellan modernismen och den italienska högern kom från den futuristiska rörelsen. Under mellankrigstiden i Storbritannien fokuserade man på det forna med mycket tillgivenhet och de hade svårt acceptera att de inte var den ledande stormakten längre. Den moderna rörelsen påverkade den brittiska inredningsdesignen mycket långsamt då man var tveksam till allt utländskt inflytande, detta visar sig också i synen på Bauhaus historia. Ideologin om det brittiska hemmet var mycket stark och arts and crafts-rörelsen hade fortfarande stort inflytande, detta gjorde den moderna rörelsen impopulär i Storbritannien. En grupp brittiska modernister försökte övertyga befolkningen och industrin att acceptera den moderna rörelsen som samtidigt hindrades av en konkurrerande ny stil i Storbritannien från Hollywood.

### Storbritannien
The British Design and Industries Association grundades för att efterlikna Werkbund 1915 i syfte att utbilda. En del av deras propaganda var utställningen 1920 `Household Things´. De hade en bredare syn på vad som klassades som bra design. Walter Groupis och Marcel Breuer flydde från Nazityskland och reste till Storbritannien för att ansluta till den moderna rörelsen innan de flyttade till USA, eftersom provisionerna för moderna designer i Storbritannien var få. När Raymond McGrath tillsattes som inredningskonsult hos BBC´s nya huvudkvarter så fick den moderna möbeldesignen i Storbritannien mer inflytande. På ´The Exhibition of British Industrial Art in Relation to the Home´ 1933 syntes den inhemska moderna inredningsdesignen. Utställningen visade hur man kunde inreda ett litet utrymme och att modernismen var framgångsrik för att göra inredningen i badrum och kök mer effektiv, men även för tunnelbanestationer.

### USA
I slutet av 1930-talet blev USA centrum för den moderna designen och arkitekturen. Kända arkitekter som Groupis, Breuer och van der Rohe lärde ut deras kunskap och arbetade i USA. De uppfann sedan `New Bauhaus´ 1937. Det modernisterna lyckades att uppkomma med kom att bli mycket beundrat och sedan försökte man efterlikna deras verk, framförallt efter andra världskriget. Under 1920- och 1930-talet fick modernismen en konkurrent som blev otroligt populär i USA, Storbritannien och Frankrike, nämligen Art Deco.

## Efterkrigsstidens modernism
Samhället förändrades på många plan under åren efter andra världskriget. Krigets slut ledde till en generation veteraner världen runt som hade det svårt att bygga upp sina liv igen. Efterförfrågan efter billig inredning ledde till en större produktion och många var hoppfulla efter kriget hade tagit slut. Designen kom även att bli mer kulturellt influerat då det kommersiella flygresandet infördes 1957. Dyra objekt blev mindre populära inom inredningen och ersattes av informella och anpassningsbara föremål. Under kriget utvecklades nya material och metoder vilket gjorde att designen kunde frigöra sig mer som gav billigare massproducerade föremål.
Kriget påverkade utbudet av material då stål, koppar och aluminium var ransonerade. Detta gjorde att man började använda material som glas, kartong och kartong. Kriget gav även ny teknologi som användes av möbeldesigner efter kriget.

### USA

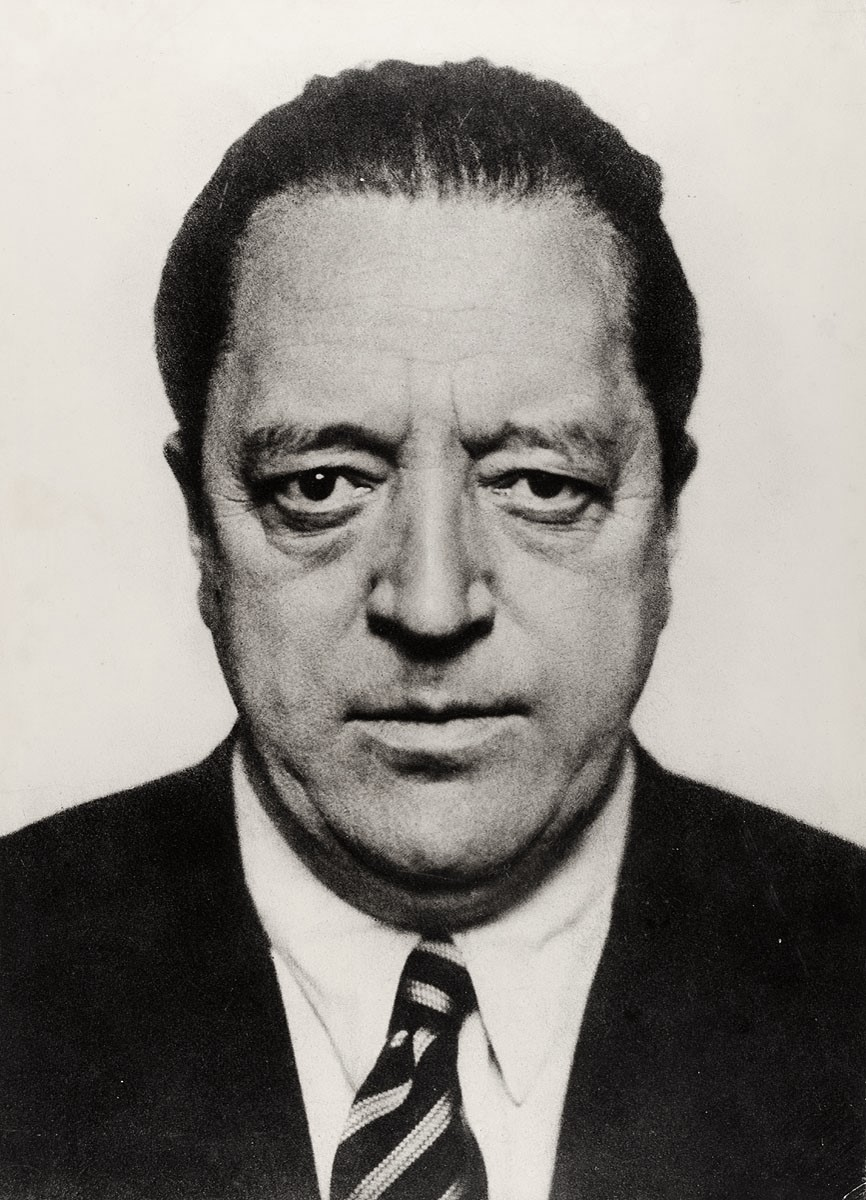
Ludwig Mies van der Rohe

Under och efter andra världskriget utvecklades och vårdades modernismen i USA för första gången i inredningsdesignens historia. USA ledde och Europa följde bara efter vilket inte hade hänt tidigare. Efter kriget uppstod hopp om demokrati som ett ideal som uttrycktes i den själva anpassningen till modernismen som epok inom all design. Många ledande moderna arkitekter flyttade till USA. Mies van der Rohe blev professor i arkitektur på Illinois Institute of Technology och designade hela universitetets byggnad mycket effektivt med material som glas och stål. Han designade även Siegram Building i New York med tanken om att skapa en progressiv och lämplig bild för multinationella företag. Mycket av efterkrigstidens tekniska innovationer utnyttjades i inredningen som elektriska kablar och luftkonditionering. Man satsade även mycket på kontorens interiör genom att göra de luftigare med rader av skrivbord och skärmar som skulle fungera som väggar. Konceptet om att kontor skulle ha ett öppet interiör startade på 1950-talet av tyska The Quickburner Team och detta system gällande kontors interiör används idag fortfarande i hela världen. Inom det inhemska området i USA så utbildade Museum of Modern Art i New York befolkningen om modern design. Boken What Is Modern Design som publicerades 1953 fick också en stor betydelse inom den moderna designens utbildningssyfte. Philip Johnson lärdes upp av Mies och var den som tog den internationella stilen till USA med utställningen 1932 på Museum of Modern Art, i designen av sitt eget hus gjorde han insidan och utsidan av huset till ett med hjälp av glasväggar.
Designer och museum världen över marknadsförde amerikansk design under The Good Design Movement som lovade billiga produkter med god kvalité. I Europa inspirerades man av tiden innan kriget försökte demokratisera designen genom en industriell produktion och denna design marknadsfördes i USA med mässor, marknadsföring och utställningar. Europeiska designråd sponsrade utställningarna för att få fler nationella konsumenter och stimulera deras intresse. Nu fick konsumenterna tillgång till modern design i en kvantitet som ökade.
Alexander Girard var en av arkitekterna inom modern inredning som var aktiv under efterkrigstiden. Han studerade på ett flertal platser i Europa som bland annat Paris och Rom men även i New York. Han skapade sedan sin egen praktik i Detroit där han jobbade med stora företag som Ford och Herman Miller. Girards inredningsdesign är otroligt typisk för den moderna rörelsen i USA under efterkrigstiden med inbyggda möbler, ramper mellan rummen och skärmar. Han införde även naturliga element i inredningen som växter, pälsmattor och utnyttjade naturligt ljus. Arkitekten William Lescaze använde sig av samma metoder som Girard och är berömd för att ha tagit den europeiska modernismen till USA. Amerikanen Russel Wright var också stor inom modern inredningsdesign men hade ingen utbildning i arkitektur utan i fine arts vilket var ovanligt. Han använde material som metall, aluminium och vinyl i sina funktionella objekt. Hans inredning utmärktes av hans moderna integration mellan interiör och exteriör, inte hans användning av nya material.
George Home, Richard Neutra och Harwell Hamilton Harris arbetade i Kalifornien där klimatet passade för att integrera utsidan och insidan med varandra. De använde mycket glas, träpaneler, fönster som sträckte från golvet till taket och inbyggda möbler. Denna typ av modern inredning bygger på utvecklingen i Europa med inspiration från den internationella stilen. Efter kriget blev Le Corbusier kvar i Frankrike men designade byggnader världen över. Han bidrog även till efterkrigstidens modernism genom att göra den mer organisk. Frank Loyd Wright jobbade också i en mer skulpturell och organisk stil. Andra ledande amerikanska designer var också inspirerade av mer organiska former. Möbler med mer kurviga former kunde ses på Museum of Modern Art först 1940 under en tävling på museet. Cranbrook Academy styrd av den finska arkitekten Eliel Saarinen utbildade designer som kom att konkurrera med Europa. Designer inspirerades av en humanistisk estetik och såg positivt på massproduktion. Under kriget upptäckte man nya tekniker för att skapa playwood till marinen, men nu användes även playwood inom möbeldesignen. Man började även att använda plast som var förstärkt med fiberglas. Charles Eames var den första som designade en massproducerad stol i plast. De nya materialen passade Saarinen och Eames eftersom de använde ergonomiskt formade säten med metall ben. Herman Miller Inc och The Knoll Furniture Company massproducerade även sådana möbler och dessa företag kom att massproducera kända möbler som Mies Barcelonastolen som massproducerades av The Knoll Furniture Company. Herman Miller Inc massproducerade Isamu Noguchis kända glasbord som började att produceras 1944 och är ett tidigt exempel på efterkrigstidens organiska design.

### Europa

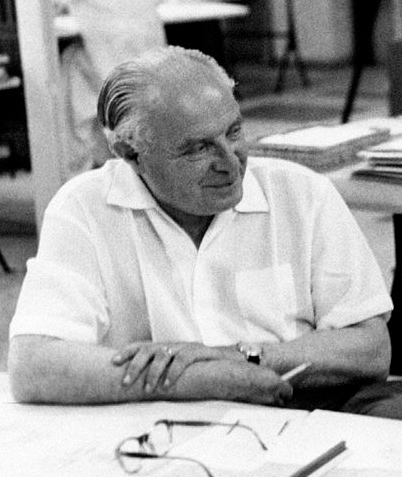
Gio Ponti

Amerikansk design nådde Europa genom tidningar som tidningen Domus vars innehåll kom att nå det krigshärjade Italien. USA finansierade den italienska regeringens försök till att skapa en ny nationell demokratisk anda  istället för fascismen som styrt Italien innan kriget. Däremot så kopplades den moderna rörelsens strikta förhållningssätt ofta med fascismen vilket gjorde att de var mottagliga för den nya organiska modernismen.
Grundaren av Domus, Gio Ponti blandade amerikansk modernism med det rika dekorativa italienska arvet. Företaget Cassina massproducerade bland annat Pontis möbler som Superleggera Chair men även Mario Bellini och Vico Magistretti. Samma förhållande mellan de demokratiska idealen och modernismen syntes i Frankrike. Under 1940- och 50-talet så återuppbyggde man de sönderbombade städerna. Den nya andan inom fransk design inspirerades också av USA, detta kunde ses när Jean Pouvré visade upp en matsal med möbler som hade avsmalnade ben, vilket visade en stark koppling till Cranbrook Academy. I Frankrike använde man mer traditionella material som trä och de gick mot en mer organisk modernism. Däremot var många franska inredningsdekoratörer fast i det förflutna. Det var under 60-talet som Frankrike började välkomna nya innovationer.
Den brittiska regeringen antog modernismen officiellt under kriget med hjälp av ett nyttosystem. Storbritanniens deltagande i kriget ledde till material- och arbetskraftsbrist inom möbler och inredning. Många familjers hem förstördes i kriget och deras behov behövde mötas, vilket innebar att man inte kunde sluta tillverka inredning och möbler. Möbler delades ut med hjälp av ett poängsystem som utgick från behov. Regeringen bestämde priserna på allt inom inredning. Det nya arbetarklasshemmet tog avstånd från periodiska väckelser och ytornament enligt The Council for Art and Industry´s rapport 1937. Den rådgivande kommittén delade samma syn och införde allmännyttiga system. Designern och fabrikören Gordon Russel välkomnade möjligheterna att influera människors inredningssmak. Russel fortsatte vara lojal mot arts and crafts-rörelsen och skapade välgjorda möbler med traditionella detaljer, vilket kunde förklaras av hans beundran för Swedish modern. Denna typ av modernism fasades ut efter kriget och 1948 infördes krav på ett kontrollerat pris och viss kvalité. Fabrikerna kunde producera sin egen design och man kunde möta vissa kunders önskemål om periodiska detaljer. De britter som var för den moderna designen påverkades positivt av det lyckade nyttosystemet. Officiella utställningar föredrog den gamla stilen och enkelheten som uppstod inom möbeldesignen uppstod på grund av brister. En arkitekturell rörelse, The New Brutalists uppstod sedan i Storbritannien.

### Ytterligare förändringar i samhället som påverkade den moderna möbeldesignen
Under 50-talet skedde förändringar inom samhället som påverkade möbeldesignen då intresset för interkontinentala resor ökade samtidigt som medias spridning växte med hjälp av TV och filmer, som spred den amerikanska moderna livsstilen. Den moderna amerikanska inredningen liknade den i Europa med växter, pälsmattor, organiska former och öppna förvaringsytor i vardagsrummet. Det var även vanligt att man blandade olika textilier och material. Sittgrupperna hade svarta metallben och fristående lampor spelade en viktig roll inom den internationella moderna designen.
Många designer var emot massproduktionen och skapade en grupp för de som ville fortsätta med de gamla traditionella metoderna, materialen och handarbetet. De ansåg att massproduktionen var opersonlig. Deras föremål gjorde designen till en typ av konst.
Den internationella moderna stilen etablerades av de arkitekter som var utbildade inom den internationella stilen. Däremot var inredningsdesigner ännu ett etablerat yrke. Hugh Casson, som startade den första doktorandutbildningen inom design på Royal College of Art i London, sa så sent som 1967 att många arkitekter anser att inredningsdesign inte ens är en grej som existerar. `Inredningsdesigner´ fick sin egen titel när The Incorporated Institute of British Decorators adderade ordet `och inredningsdesigner´ till deras namn 1953, detta bekräftade att nytt område hade växt fram. The American Institute of Interior Decorators bytte namn till The American Society for Interior Designers under 70-talet. Många tidningar följde denna förändring och bytte också namn, det gick fortare i USA än i Storbritannien där tidningar accepterade ordet `Interior Designer´ på 80-talet.

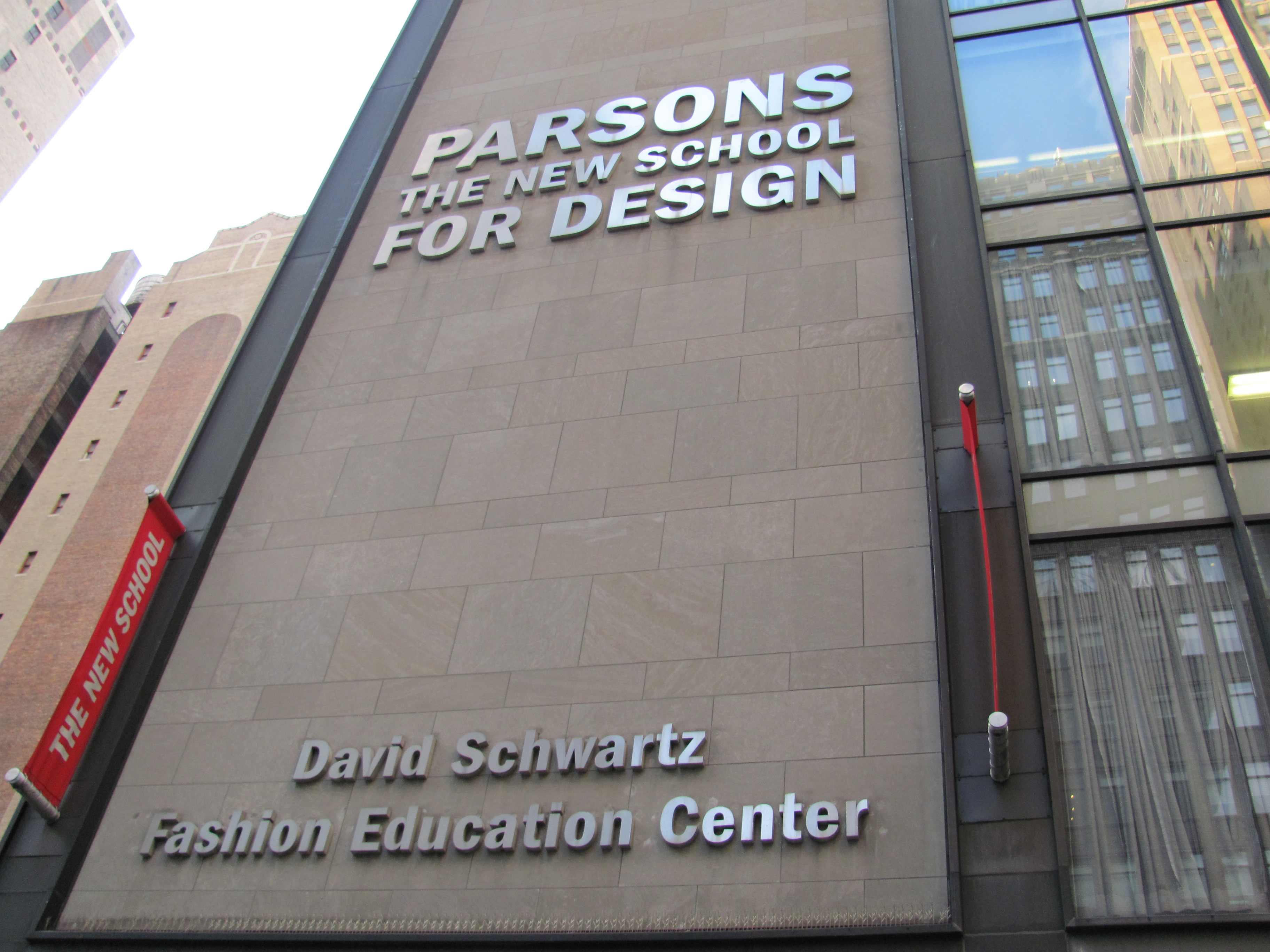
Parsons The New School Of Design, New York

I Storbritannien blev yrket erkänt i slutet av 60-talet och 1968 fanns det fem olika högskolor med program inom inredningsdesign i Storbritannien. Däremot hade Parsons School of Design i USA  redan utbildningar inom inredningsdesign sedan 1896. När inredningsdesign accepterades som ett eget yrke och inte bara en del av arkitektyrket försökte man få respekt av arkitekter, vilket kunde ske i nya kommande moderna rörelse. Att arkitekten bara ansvarade för husets byggnad och att själva formen var funktionell  kom  att ifrågasättas under post-modernismen. Denna förändring startade under 50-talet med popkulturen och den nya konsumtionsupplysningen.

## Olika typer av modern möbeldesign
Den moderna möbeldesignen kan delas in i tre olika perioder. Funktionalistisk, övergångsmodern och kommersiell möbeldesign.

### Funktionalistisk möbeldesign
Runt 1925 började möbeldesignen bli mer rationell. Samtidigt växte nya experiment fram i samhället som präglades av Bauhaus teorier och verk. Bauhaus-skolan var nytänkande och utbildade sina elever för massproduktion och hantverk användes som experimentella tekniker. Konsumentvarorna skulle vara väldesignade, tydliga former, bra kvalité, lämpliga för maximalt användande men framförallt skulle de vara låga i pris. Bauhaus-skolan lyckades få in en modern teknik i den ganska progressiva designen vilket medförde att hem och kontor introducerades för färger, former och material som tidigare bara hade använts av laboratorier och butiker. Möblerna bestod ofta av en förkromad metall som var format som ett rör, glasplan utan ram men även svart bakelit. På 1930-talet blev trä mer tillgängligt i Skandinavien vilket resulterade i moderna och rationella möbler i trä som skapades genom olika lamineringstekniker.
Efter andra världskriget kunde formgivningen sakta återupptas. Olika skandinaviska möbeldesigner började att skulptera möbler i massivt trä med en matt finish och lanserade i samband med detta en vinnande kampanj. Detta gjorde den progressiva designen mer populär. De italienska möblerna liknade trämöblerna som gjordes i Skandinavien under samma tid men inte lika accepterande samtidigt som de var mer öppna för tekniska och strukturella experiment. I USA blev amerikanska moderna möbler kändare genom att man började tillverka formpressade stolar i plast- och playwood. Den progressiva arkitekturen kan lätt förknippas med funktionalistiska moderna möbler, vilket möbeldesignerna gjorde medvetet som gav den moderna möbeldesignen en stadig tillväxt under 1930-1950. Museer, tidskrifter och butiker uppmuntrade också till moderna möbeldesignen medan kultur- och utbildningsbyråer var emot den modernistiska möbeldesignen. I mitten av 1900-talet accepterades den moderna designen helt i samhället.

### Övergångsmodern möbeldesign
Den övergångsmoderna möbeldesignen kan beskrivas som välkonstruerad och konservativ med en noggrann formgivning. Dessa möbler ansågs vara i god, korrekt smak. Processen att producera möblerna i fabrikerna blev mer påskyndade och man använde sig även av trä och hantverksdetaljer. Detta påverkade den moderna formgivningen mycket mellan första och andra världskriget. De stilistiska genombrotten under denna tid tog inspiration från 1700- och 1800-talets möbeldesign. Möblerna under denna tid var mycket populära, speciellt från de som ansåg att de formmässigt avancerade möblerna och formerna hade ett för kliniskt och kallt utseende.

### Kommersiell möbeldesign
Möblerna under 1930 och 1940 var voluminösa, rika på glänsande tyg och hårdvara men även präglade av glödande färger med en glansig finish. Kritikerna tyckte inte om den kommersiella möbeldesignen men däremot gjorde allmänheten det. Efter 1945 ville man att de stilistiska detaljerna skulle vara mer kommersiella genom att göra de mer progressiva. Förvaringsenheter, plastskalsstolar och metallramar och spindelformade metallramar blev mycket populära. Nästan alla tv- och radioskåp men även bäddsoffor var kommersiellt designade. Skumklädseln uppfanns runt 1940 men denna nya innovation uppskattades inte av fackliga arbetare. Däremot så skulle alla sitt- och sovmöbler präglas av skumklädsel 15 år senare. Nya produktionsmetoder och idéer uppfanns ständigt. Möbeldesignen präglades av lättare massor, nya former på grund av nytt material och en mer utvecklad teknik samt tunnare silhuetter. Detta gjorde att den moderna möbeldesignen kom till en ny era. Under 1970-talet präglades designen av faddism och kommersiella sittmöbler genomsyrades av bisarra och uppsvällda former.

## Möbler

### Wassilystolen
Wassilystolen designades av Marcel Breuer 1925 och är en symbol för modern möbeldesign och Bauhaus. Stolen ändrade konceptet på hur en stol traditionellt designas. Wassilystolen består av ett hårt sträckt läder och en bas av rörformat stål. Många designer kom att efterlikna detta eftersom stolen blev en designikon.

### Chaise Longue
Chaise Longue designades av Le Corbusier 1928. Han var en pionjär inom den moderna rörelsen. Möbeln består av en böjd ram som lutar framåt eller bakåt efter kroppens lutning och en tunn madrass samt ett nackstöd gör möbeln mer bekväm.

### Barcelonastolen
Barcelonastolen formgavs av Ludwig Mies van der Rohe 1929 för den tyska paviljongen på världsutställningen i Barcelona 1929. Under utställningens öppningsceremoni användes stolen som en tron för kung Alfons XIII av Spanien. Stolen består av kromat stål och är klädd i läder och är en mycket känd designklassiker från modernismen.

### Noguchibordet
Noguchibordet designades av den modernistiska designern Isamu Noguchi och började att produceras 1944. Bordet består av en tung bordskiva i glas som vilar på två identiskt formade baselement. Stolen kan ses som både en möbel och ett konstverk.

## Galleri

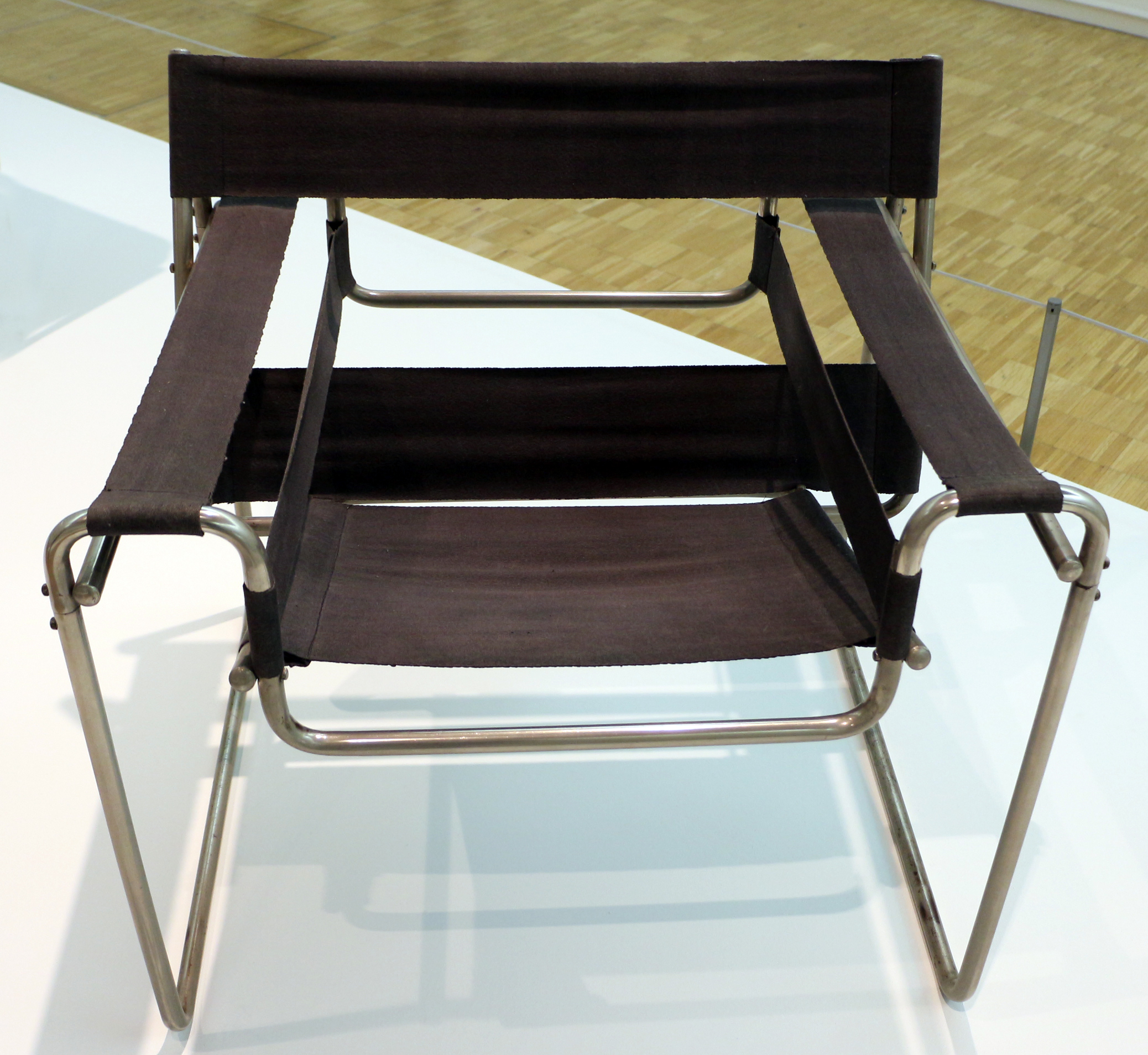
Wassilystolen
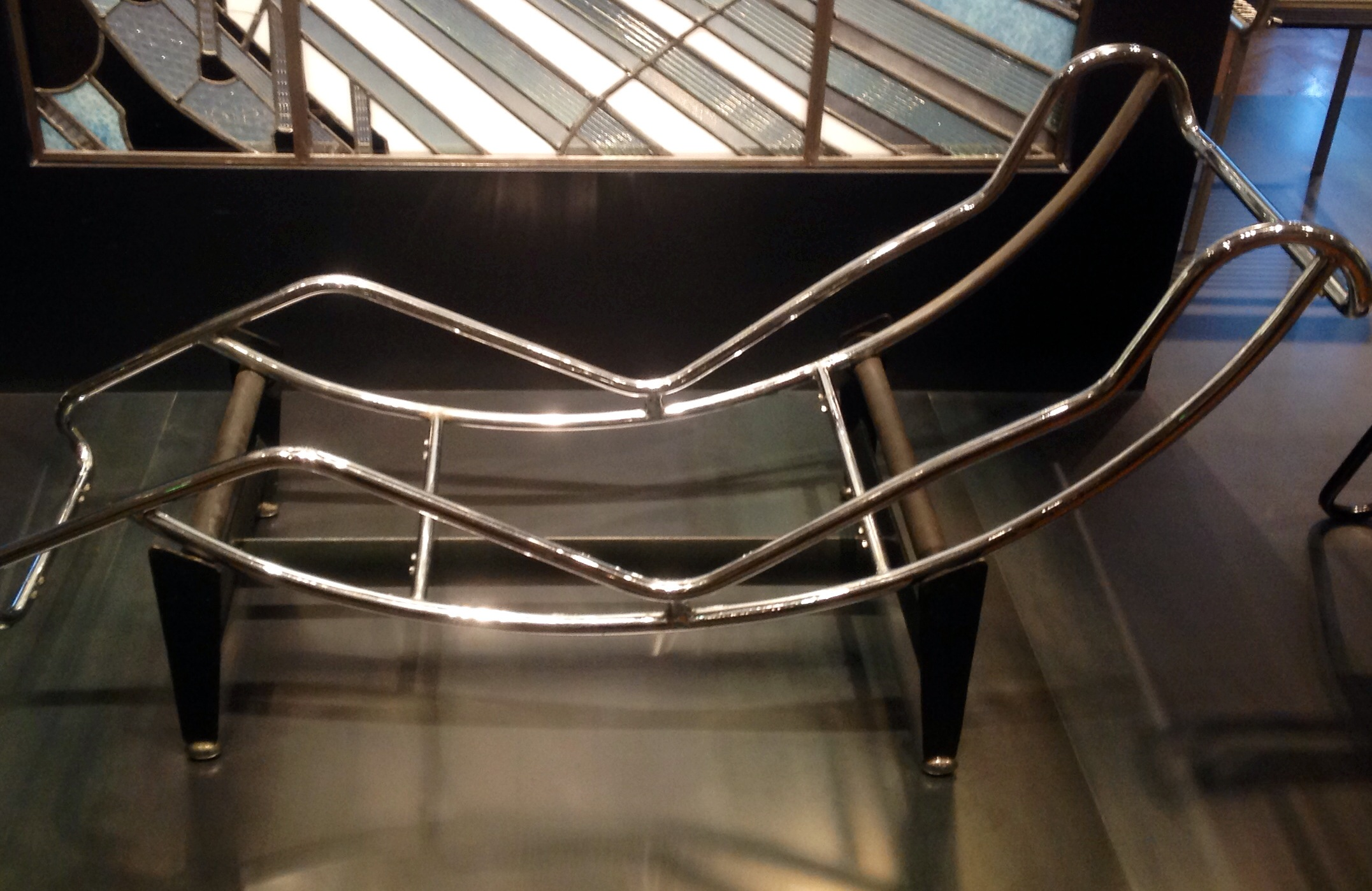
Chaise Longue LC4
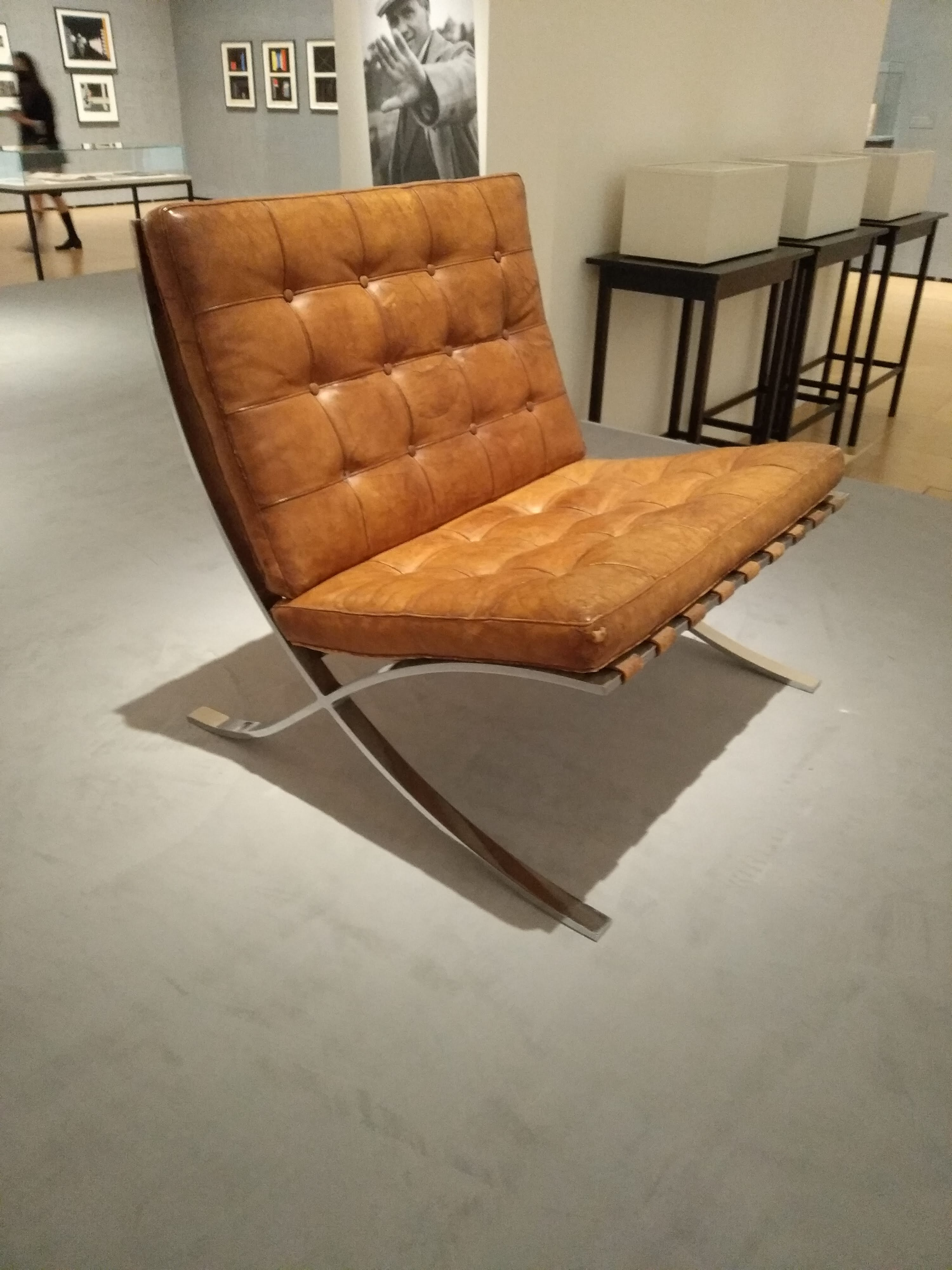
Barcelonastolen
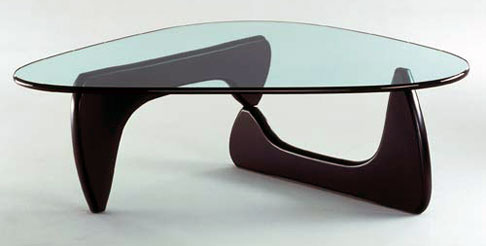
Noguchibordet